# Martin de Vries
Martin de Vries (* 30. Oktober 1968 in Rostock) ist ein deutscher Songwriter und Musikproduzent. Als Produzent und Komponist war er unter anderem für Samajona, Just Friends, Funky Diamonds, Wolfgang Ziegler, Bibi Blocksberg Musical, Conni Musical, Friedrichstadtpalast - The Wyld, Knie – Das Circus-Musical, Soccx, Patric Scott, Joy Denalane, Jeanette Biedermann, Michelle, Spree Helden, Alex Pezzei, Friedrichstadt-Palast und Urbanize tätig.

## Leben
Martin de Vries wuchs in einer Musikerfamilie auf. Seine Mutter Doris de Vries (Künstlername Doris Martin) war Sängerin der Band „Wir“ und später in Dieter Bohlens Band „Sunday“. Vater Wolfgang Ziegler war Gründer, Sänger und langjähriger Leiter der Band „Wir“ und später als Solo-Künstler erfolgreich. Nachdem sich das Paar 1975 scheiden ließ, reiste Doris Martin mit ihrem Sohn aus der DDR aus und heiratete 1979 einen holländischen Musikproduzenten. Später zogen sie nach Westberlin.
Nach dem Abitur im Jahr 1989 immatrikulierte Martin de Vries an der FU Berlin und absolvierte eine klassische Gesangsausbildung. Anfänglich mit seinen Kollegen Florian Richter, Kai Diener und Robert Teigeler produzierte er erste eigene Songs im Studio. In den folgenden Jahren baute Martin de Vries sein eigenes Tonstudio „Pelle Parc Studio“ und seine Produktionsfirma „MDV Music Production“ auf. Viele erfolgreiche Produktionen folgten, darunter die GZSZ-Band „Just Friends“ und „Funky Diamonds“. Die Album-Produktion von „Funky Diamonds“ erreichte Goldstatus in Japan. Im Jahr 1997 lernte Martin de Vries die Künstlerin Joy Denalane kennen und produzierte ihre erste Single.
Seit 1998 arbeitet Martin de Vries eng mit seiner Mutter Doris de Vries (MDV Management) zusammen, um Künstler aufzubauen und professionell zu betreuen. Erfolg hatte diese Zusammenarbeit bei der Arbeit mit „Samajona“ (EMI). Die Band erreichte mit allen sechs Singles die Top 40 der deutschen Charts und war zweimal für den Echo Pop nominiert in der Kategorie „Bester Nationaler Newcomer“.
Im Jahr 2006 begann die Zusammenarbeit mit seinem Vater Wolfgang Ziegler, und die ersten zwei Singles erreichten die Top 10 der Konservativ Pop Airplaycharts. Mehrere Produktionen für Industriefilme, unter anderem für die Markteinführungen des VW Polo/Tiguan und des Audi R8, folgten.
2007 arbeitete er mit der Hip-Hop-Gruppe Urbanize zusammen, deren erste Single die Top 40 der deutschen Single-Charts erreichte.

## Diskografie

### Eigene Alben
- Martin de Vries: Wunderbar (1996; Monopol)

### Alben als Produzent
- Just Friends: Friends Forever (1996; Edel)
- Funky Diamonds: Funky Diamonds (1997; BMG) Gold in Japan
- Daniel Aminati: Feel At Home (1997; Zyx)
- Just Friends: World Of Colours (1998; Edel)
- Southside Rockers: Street Dance (1999; Sony Music)
- Funky Diamonds: Diamonds Are Forever (1999; BMG)
- Samajona: Creme Frech (2002; EMI)
- Samajona: Spurwechsel (2003; EMI)
- Patric Scott: Durch den Ozean (2006; MDV)
- Wolfgang Ziegler: Alles und jetzt (2008; Edel)
- Patric Scott: Ma Philosophy (2011; MDV)
- Patric Scott: Pocketful Of Christmas (2011; MDV)
- Friedrichstadt-Palast: Ganz schön anders (2013; Friedrichstadt-Palast)
- Friedrichstadt-Palast: Keinschneechaos (2014, 2016; Friedrichstadt-Palast)
- Friedrichstadt-Palast: THE WYLD (2014; Friedrichstadt-Palast)
- Friedrichstadt-Palast: Ganz schön anders (2014; Friedrichstadt-Palast)
- Patric Scott: Scarless (2015; cloud26)
- Bibi Blocksberg: Hexen Hexen überall Kindermusical (2015; Cocomico Theater)
- Saphira: Bubblicious (2016; cloud26)
- Conni: Das Schul-Musical (2017; Cocomico Theater)
- Benjamin Blümchen: Feiern mit Törööö! (2017)
- Patric Scott: Paint me Back (2018; Cloud26)
- Knie: Das Circus-Musical (2019; Cloud26)
- Bibi Blocksberg: Alles wie verhext - Das Musical (2020; Cocomico Theater)

### Singles als Produzent
- Viveca: Frech Prinzen (1995; BMG)
- Martin de Vries: Wo bist du (1996; Monopol)
- Doktor P: Dein Hintern (1996; Monopol)
- Strong Together: Girl (1996; MCA)
- Just Friends: Anytime Anyplace (1996; Edel)
- Viveca: Komm zurück (1997; Universal), Beitrag beim Deutschen Vorentscheid des Grand Prix
- Joy, Sugar & Cream: My Land Is Your Land (1997; BMG)
- Funky Diamonds: It’s My Game (1997; BMG)
- Funky Diamonds: I know That You Want Me (1997; BMG)
- Daniel Aminati: Without You I Wanna Be (1997;Zyx)
- Just Friends: Runnin’ Around (1998; Edel)
- Planet Bass: Axel F. (1998; Zyx)
- Colin Rich: Fly (1998; Virgin)
- January: One Love (1998; Universal)
- Lipstrip: Boobs (1999; BMG)
- Lipstrip: Hands Up (1999; BMG)
- Colin Rich: I’ll Be There (1999; Virgin)
- Southside Rockers: Street Dance (1999; Sony Music)
- Funky Diamonds: I wanna Have (1999; BMG)
- Drop Zone: Feel the Beat of My Heart (1999; BMG)
- Samajona: Warum?! (2001; EMI)
- Samajona: Wird es heute passieren (2001; EMI)
- Samajona: So schwer (2002; EMI)
- Samajona: Sag es (2003; EMI)
- Samajona: The Car You Wanna Drive (2003; EMI)
- Samajona: Miss You (2003; EMI)
- Marc Philip: adieu, cherie, good bye (2004; aido records)
- Wolfgang Ziegler: Verrückt (2006; Zyx)
- Urbanize: Warten auf dich (2007; Na klar! Records/Sony BMG)
- Wolfgang Ziegler: Wahnsinnsgefühl (2007; Zyx)
- Marc Philip: Verdammt ich will dich (2007; aido records)
- Urbanize: Liebe kommt aus dem Herzen (2007; Na klar! Records/Sony BMG)
- Patric Scott/Monica Quinter: Together We’re Strong (2007; Tyrolis Music)
- Wolfgang Ziegler: Chaot (2008; A&F Music/Edel)
- Wolfgang Ziegler: Genial (2008; A&F Music/Edel)
- Urbanize: Glaub an dich (2008; MDV MUSIC)
- Wolfgang Ziegler: Sehnsucht (2008; A&F Music/Edel)
- Wolfgang Ziegler: In diesem Sommer (2009; A&F Music/Edel)
- Wolfgang Ziegler: Total egal (2010; A&F Music/Edel)
- Patric Scott & Edita Abdiesky: Better (2010; MDV Music)
- Wolfgang Ziegler: Die wilde Zeit (2011; A&F Music/Edel)
- Wolfgang Ziegler: Lebendig (2011; A&F Music/Edel)
- Patric Scott feat. Fabienne Louves: Real Love (2011; Sony Music)
- Wolfgang Ziegler: Eine wirklich grosse Liebe (2012; A&F Music/Edel)
- Wolfgang Ziegler & Sabrina Ziegler: Schön Dich zu sehen (2013; A&F Music/Edel)
- Patric Scott: Real Christmas (2013; Cloud26)
- Wolfgang Ziegler & Sabrina Ziegler: Es ist stille Nacht (2013; A&F Music/Edel)
- Friedrichstadt-Palast Berlin: Ganz schön anders (2014)
- Friedrichstadt-Palast Berlin: The Wyld (2014)
- Prinzessin Emmy und Ihre Pferde: Emmy Titelsong (2014; Kiddinx)
- Michelle: 30.000 Grad (2014; Universal Music)
- Wolfgang Ziegler: Liebe ist leben (2014; A&F Music/Edel)
- Bibi Blocksberg: Hexen Hexen Überall-Musical (2014; Cocomico)
- Patric Scott: Make Up Your Mind (2015; Cloud26)
- Patric Scott: Scarless (2015; Cloud26)
- Patric Scott & Jesse Rich: The Best Time (2015; Cloud26)
- Patric Scott: Just a little Bit (2016; Cloud26)
- Saphira: Believe (2016; Cloud26)
- James Beckham feat. Patric Scott: Stay (2016; Cloud26)
- Jonas Gross: Enigma (2016; Jonas Gross Music)
- Bibi Blocksberg feat Cute Baby Miley: Der Affe ist los (2016; Kiddinx Media GmbH)
- Wolfgang Ziegler: Zum Glück (2018; Telamo)
- Die Schöne und das Biest: Dir gehört mein Herz (2018; Walensee-Bühne)
- Alex Pezzei: Ich schwöre bei Gott (2020;Na klar! Records)
- Alex Pezzei: Wir stehen das durch (2020;Na klar! Records)
- Benjamin Blümchen: Der Wetterbericht (2020; Kiddinx Studio GmbH)
- Benjamin Blümchen: Straßenverkehr (2020; Kiddinx Studio GmbH)
- Benjamin Blümchen: Im Wald (2020; Kiddinx Studio GmbH)
- Benjamin Blümchen: Auf der Baustelle (2020; Kiddinx Studio GmbH)
- Bibi Blocksberg: Walpurgisnacht (2020; Kiddinx Studio GmbH)
- Bibi Blocksberg: Halloween Song (2020; Kiddinx Studio GmbH)
- Wolfgang Ziegler: Wir feiern dieses Leben (2020; Telamo)
- Spree Helden: Dornröschen (2020; Kiddinx Media GmbH)
- Spree Helden: Hänsel und Gretel (2020; Kiddinx Media GmbH)
- Spree Helden: Rapunzel (2020; Kiddinx Media GmbH)
- Spree Helden: Schneewittchen (2020; Kiddinx Media GmbH)
- Spree Helden: Rumpelstilzchen (2020; Kiddinx Media GmbH)
- Wolfgang Ziegler: Millionen Herzen (2020; Telamo)
- Spree Helden: Frau Holle (2021; Kiddinx Media GmbH)
- Spree Helden: Rotkäppchen (2021; Kiddinx Media GmbH)
- Spree Helden: Das tapfere Schneiderlein (2021; Kiddinx Media GmbH)
- Spree Helden: Aschenputtel (2021; Kiddinx Media GmbH)
- Spree Helden: Der Froschkönig (2021; Kiddinx Media GmbH)
- Bibi Blocksberg feat. Spree Helden: Bibi, bleib so wie du bist (2021; Kiddinx Media GmbH)
- Miss Bellyfoo: Miss Bellyfoo - Titelmusik (Cartoon) (2021; Foo Media)
- Benjamin Blümchen: Jahreszeiten (2021; Kiddinx Studio GmbH)
- Benjamin Blümchen: Feuerwehr (2020; Kiddinx Studio GmbH)
- Wolfgang Ziegler: Lebendig 2021 (2021; Na klar! Records)
- Nils Thomas: Blickkontakt (2023; Klondike Records)